# Kognitivní schopnosti a chování slonů
Sloni patří mezi nejchytřejší živočichy na světě. S hmotností kolem 5 kg váží sloní mozek víc, než mozek kteréhokoliv jiného suchozemského tvora. Přestože největší velryby váží dvacetkrát víc než průměrný slon, jejich mozek váží sotva dvakrát více.
Sloni mají celkem 257 miliard neuronů (pro srovnání, lidský mozek obsahuje 86 miliard neuronů). Co se týká struktury a složitosti, je sloní mozek podobný lidskému. Například mozková kůra u slonů má tolik neuronů jako u lidí, což naznačuje konvergentní evoluci.
Sloni projevují širokou škálu chování, včetně žalu, učení, rodičovské péče o jiné než vlastní biologické potomky, napodobování, hry, altruismu, používání nástrojů, soucitu, spolupráce, sebereflexe, paměti a jazyka. Důkazy ukazují, že sloni chápou ukazování: schopnost neverbálně porozumět gestu (natažený prst apod.) Vše napovídá, že sloni jsou velmi inteligentní – předpokládá se, že stejně jako kytovci nebo primáti. Vzhledem k vysoké inteligenci a silným rodinným vazbám slonů mnoho vědců tvrdí, že je neetické je zabíjet. Již starověký řecký filozof Aristoteles řekl, že sloni jsou zvířata, která předčí všechna ostatní v intelektu a důvtipu.

## Struktura mozku

### Mozková kůra
Asijští i afričtí sloni mají velmi rozsáhlou a velice složitou mozkovou kůru (neocortex), což sdílejí i s lidmi, některými druhy delfínů nebo skupinou hominoidea (tj. giboni, orangutani, gorily, šimpanzi a lidé).
Ze všech existujících suchozemských živočichů mají asijští sloni největší objem mozkové kůry určené ke kognitivnímu zpracování. Překonávají tak i všechny druhy primátů a z hlediska kognitivních schopností pro použití a výrobu nástrojů jsou sloni zcela srovnatelní se schopnostmi hominidů (lidoopů).
Sloní mozek má složitější gyrální strukturu s více závity, než mozek primátů, šelem nebo lidí, ale méně složitou než kytovci. Sloni mají tolik kortikálních neuronů a synapsí jako lidé, což je i více než mají kytovci. Pokud jde o schopnost řešit problémy a inteligenci, mnoho vědců řadí inteligenci slonů na stejnou úroveň jako inteligenci kytovců; článek z roku 2011 publikovaný v ABC Science uvádí, že „sloni jsou stejně chytří jako šimpanzi a delfíni.“

### Další rysy mozku
Sloni mají značně velký a složitý hippocampus (mozkovou strukturu v limbickém systému), a to mnohem větší než lidé, primáti nebo kytovci. Hippocampus slona zabírá asi 0,7 % z centrálních struktur mozku, zatímco lidský hippocampus 0,5 %, 0,1 % u plískavic šedých a 0,05 % u delfínů skákavých.
Hippocampus je spojen s emocemi prostřednictvím zpracování některých druhů paměti, zejména prostorových. To je považováno za důvod, proč sloni v zajetí mohou trpět psychickými flashbacky (vzpomínkami do minulosti) a něčím jako post-traumatickou stresovou poruchou (PTSD).
Kvocient encefalizace (EQ, tj. velikost mozku v poměru k velikosti těla) slonů se pohybuje mezi 1,13 až 2,36. Průměrný EQ je 2.14 u asijských slonů a 1,67 u slonů afrických, s celkovým průměrem 1,88:s.151: 151. Pro srovnání, například delfínovec laplatský má EQ 1,67; delfínovec ganžský 1,55; kosatka dravá 2,57; delfín skákavý 4,14; a delfín brazilský 4,56; šimpanzi 2,49; psi 1,17, kočky 1,00; a myši 0,50. Lidé mají EQ 7,44.

### Velikost mozku při narození vůči velikosti mozku dospělce
Stejně jako lidé se i sloni během růstu musí naučit určitým vzorcům chování. Nerodí se s instinktem, jak přežít. K učení mají ve svém životě velmi dlouhé, asi desetileté, období. Jedním ze srovnávacích způsobů pro měření inteligence je srovnání velikosti mozku při narození s velikostí plně rozvinutého mozku dospělého jedince. To svědčí o tom, jak moc se toho jedinec naučí, než dospěje. Většina savců se rodí s mozkem o cca 90 % hmotnosti mozku dospělého jedince, zatímco lidé se rodí s 28 %,delfíni skákaví s 42,5 %,] šimpanzi s 54 %,a sloni s 35 %. To znamená, že sloni se toho musí v tomto období naučit nejvíce hned po člověku a chování není pouhý instinkt, ale musí se učit po celý život. Je třeba poznamenat, že instinkt je zcela odlišný od naučené inteligence. Rodiče učí mláďata jak si shánět potravu, používat nástroje a jak poznat své místo ve velice složitém sloním společenství. Spánkové laloky sloního mozku, které slouží jako úložiště paměti, jsou mnohem větší, než u člověka.

### VEN neurony
VEN neurony (=von Economo neurons, též spindle neurons) nejspíše hrají ve vývoji inteligentního chování ústřední roli. Stejně jako u lidí a všech hominidů, VEN neurony se také vyskytují v mozku asijských i afrických slonů, zrovna tak u keporkaků, plejtváků myšoků, kosatek, vorvaňů obrovských delfínů skákavých, delfínů šedých a běluh severních. Nápadná podobnost mezi sloním a lidským mozkem podporuje tezi o konvergentní evoluci.

## Sloní společenství
Sloni mají jedno z nejtěsněji propojených společenství ze všech žijících druhů. Sloní rodiny mohou být odděleny pouze smrtí nebo zajetím. Cynthia Moss, etoložka specializující se na slony, vypráví příběh o rodině slonů afrických: dva členové rodiny byli postřeleni pytláky, kteří byli následně zahnáni zbývajícími slony. Ačkoliv jeden ze slonů zemřel, postřelená slonice Tina zůstala stát na místě, ale začala se jí podlamovat kolena. Dva členové rodiny, Trista a Teresia (Tinina matka), přišly každá z jedné strany Tiny a pokoušely se ji zvednout. Tina však časem tak zeslábla, že upadla na zem a zemřela. Nicméně Trista s Teresií se nevzdávaly a stále se jí snažily zvednout. Podařilo se jim dostat Tinu do sedící pozice, ale její tělo se znovu svalilo na zem. Ostatní sloni se pak také začali intenzivněji zapojovat do pomoci a snažili se jí vložit trávu do úst. Teresia pak podepřela Tininu hlavu svými kly a snažila se ji znovu zvednout. Její pravý kel se přitom celý odlomil až nahoru ke rtu a nervové dutině. Sloni vzdali snahu Tinu zvednout, ale neopustili ji, místo toho ji začali zahrabávat do mělkého hrobu a házeli na ni listí. Stáli u Tiny celou noc a teprve ráno začali odcházet. Poslední, kdo odešel, byla Teresia, Tinina matka.
Protože jsou sloni tak úzce propojeni a navíc velice matriarchální, rodina může být natolik otřesená smrtí jednoho z nich (zejména matriarchální vedoucí matky), že některé skupiny již nikdy svou organizaci neobnoví. Cynthia Moss pozorovala matku, jak po smrti svého slůněte chodila pomalu na konci celé rodiny po mnoho dní.
Edward Topsell uvedl ve své publikaci The History of Four-Footed Beasts vydané v roce 1658: „Neexistuje žádný tvor mezi všemi zvířaty světa, který tak skvěle představuje sílu a moudrost všemohoucího Boha jako je slon.“ Co se týká schopnosti spolupracovat, jsou sloni pokládáni na stejnou úroveň jako šimpanzi.

## Sloní altruismus
Sloni jsou považováni za velmi altruistická zvířata. Dokonce pomáhají jiným druhům (včetně lidí) v nouzi: jeden pracovní slon v Indii pracoval s místními lidmi a zvedal klády a umísťoval je do vykopaných děr podle pokynů Mahouta (sloního trenéra). Do jedné z děr odmítl slon kládu položit. Mahout šel zjistit proč a všiml si, že v oné díře spí pes. Slon položil kládu teprve, když pes výkop opustil. Je-li slon zraněný, ostatní sloni mu často pomohou, i když nejsou nijak příbuzní.
Cynthia Moss často vídala slony změnit svou trasu, aby neublížili člověku, i když to pro ně bylo obtížné (například museli jít pozpátku).
Joyce Poole zdokumentovala zkušenost o které jí řekl Colin Francombe na Kuki Gallman’s Laikipia Ranch: Pastevec z ranče byl venku sám s velbloudy, když narazil na rodinu slonů. Matriarchální vedoucí samice na něj zaútočila, udeřila ho chobotem a zlomila mu jednu nohu. Večer, když se pastevec nevracel, začali po něm lidé pátrat. Když ho našli, slonice ho hlídala. Rozeběhla se proti jejich autu, proto vystřelili do vzduchu nad ní a odehnali ji pryč. Pastevec jim později řekl, že když se nemohl postavit, slonice mu chobotem pomohla schovat se do stínu stromu. Hlídala ho celý den a jemně ho přitom hladila chobotem.

## Samoléčba
Sloni v Africe se sami „léčí“ žvýkáním listů stromu z čeledi Boraginaceae, což vyvolává porodní stahy. Keňané používají tento strom pro stejný účel.

## Rituály smrti
Sloni jsou jediný druh savců, kromě Homo sapiens sapiens a neandrtálců,u kterého je známo, že má nebo měl zjevný rituál spojený se smrtí. Sloni se se zápalem zajímají o kosti svého vlastního druhu (i nepříbuzných slonů, kteří zemřeli již dávno). Často jsou pozorováni, jak v klidu a jemně zkoumají kosti svými choboty a nohama. Někteří sloni, i zcela nepříbuzní mrtvému slonu, pak nadále navštěvují jeho „hrob“.
Sloní výzkumník Martin Meredith ve své knize vzpomíná na typický sloní rituál smrti, jehož svědkem byl Anthony Hall-Martin, jihoafrický biolog, který studoval slony v Addu v Jižní Africe přes osm let. Celá rodina mrtvé matriarchy, včetně jejího mladého slůněte, se jemně svými choboty dotýkala jejího těla a snažila se ji zvednout. Celé sloní stádo nahlas nespokojeně bručelo. Její slůně bylo spatřeno, jak pláče a vydává křiku podobné zvuky. Pak celé stádo najednou utichlo. Poté na její tělo začali házet listí a hlínu a lámali větve stromů, aby ji jimi pokryli. Nad jejím tělem tiše stáli další dva dny. Občas odešli, aby se napili nebo najedli, ale vždy se vrátili.
Výskyty takovéhoto sloního chování vůči lidem jsou známé v celé Africe. Při mnoha příležitostech zahrabali sloni mrtvé nebo spící lidi nebo jim pomáhali, když byli zraněni. Meredith si také vzpomíná na událost, o které mu řekl George Adamson, keňský ochránce zvěře: jak hledali starou turkanskou ženu. Usnula pod stromem poté, co ztratila cestu domů. Když se probudila, stál nad ní slon a jemně se jí dotýkal. Jelikož byla velice vyděšená, vůbec se nehýbala. Když přišli ostatní sloni, začali hlasitě volat a zaházeli ji větvemi. Další ráno byla nalezena nezraněná místními pastevci.
George Adamson rovněž vzpomíná, jak musel zastřelit sloního samce ze stáda, které se opakovaně snažilo dostávat do vládní zahrady v severní Keni. George dal jeho maso turkanským domorodcům a zbytek mršiny odtáhl půl míle daleko. Ještě tu noc našli ostatní sloni jeho tělo, vzali jeho lopatku a kost z nohy a vrátili je přesně tam, kde byl slon zabit. Vědci často diskutují o míře, v jaké sloni dokáží cítit emoce.

## Hra
Joyce Poole mnohokrát pozorovala divoké africké slony při hře. Evidentně dělají věci, aby pobavili sami sebe i ostatní. Například nasávají vodu, drží svůj chobot vysoko ve vzduchu a stříkají z něj vodu jako z vodotrysku.

## Napodobování
Nedávné studie dokládají, že sloni také mohou imitovat zvuky, které slyší. Tato schopnost byla objevena, když Mlaika, osiřelý slon, imitoval zvuky vozidel projíždějících okolo. Do té doby se myslelo, že jediná zvířata, která dokážou napodobit zvuky, jsou velryby, delfíni, netopýři, primáti a ptáci.
Calimero, 23letý africký slon, také prokázal jedinečnou schopnost imitace: byl umístěn ve švýcarské zoo s asijskými slony, kteří vydávají jiné štěbetavé zvuky, odlišné od hlubokého bručení slonů afrických. Calimero začal také štěbetat namísto hlubokého volání, které obvykle jeho druh používá.
Kosik, indický slon z Everland Amusement Parku v Jižní Koreji, umí napodobit až pět korejských slov, včetně sedni, ne, ano, a lehni. Tyto zvuky vytváří tak, že si dá chobot do úst a třese s ním při výdechu, podobně jako když lidé pískají na prsty.
Sloni používají kontaktní volání, aby jeden o druhém navzájem věděli, když na sebe nevidí. Slonice si umí zapamatovat a rozlišit kontaktní volání nejen členů svých rodin, ale i volání jiných slonů vně jejich vlastní široké rodinné sítě. Také umí rozlišovat volání jednotlivých rodin, a to v závislosti na tom, jak často se vyskytují poblíž.

## Používání nástrojů
Sloni vykazují pozoruhodnou schopnost zacházení s nástroji, používajíce svoje choboty jako ruce.
Byli pozorováni, jak kopou díry do země, aby se napili vody, odtrhávají kůru ze stromu, a pak ji žvýkají do tvaru koule, ucpou jí otvor v zemi a zasypou díru pískem, aby zabránili vypaření vody. Později se vraceli na místo napít.Také často používají větve, aby od sebe odháněli mouchy nebo aby se poškrábali. Dále je známo, že sloni hází velké kameny na elektrický plot, aby ho zničili a přerušili elektřinu. Asijští sloni v Indii rozbíjejí elektrické ploty pomocí klád a uklízejí okolní dráty svými kly, aby mohli bezpečně projít.

## Výtvarné umění a hudba

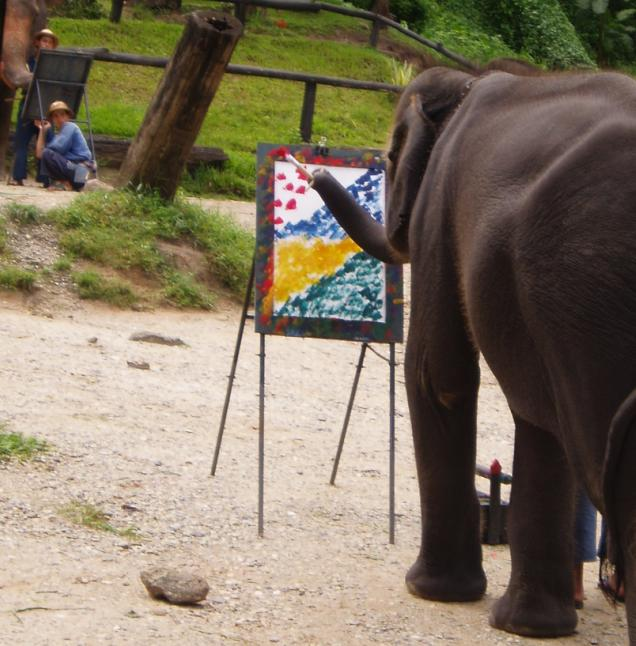
Malující slon

Malování a jiné napodobování lidské činnosti je pro slony nepřirozené. Většinou to funguje tak, že sloni jsou nuceni po několik let snášet kruté podmínky a chování ze strany člověka. Výsledek je takový, že pár vteřin sloního umění předchází mnoho let útlaku a týrání, kde vlastně slon ze strachu dělá naučené pohyby. Největší problém je, že si lidé myslí jak je to přirozené a zaplacením vstupného na takové představení vlastně podporují toto chování a tento nemorální byznys. Nejvyšší výskyt takového týrání je v asijských zemích, např.: Thajsko.

## Schopnost řešit problémy
Sloni jsou schopni strávit značný čas řešením problémů. Když čelí novým výzvám, umí radikálně změnit své chování, což je typický znak vysoké inteligence. Experiment z roku 2010 ukázal, že pro dosažení potravy se sloni mohou naučit spolupracovat s partnerem, např. když úkol vyžaduje dva jedince, kteří současně tahají za dva konce stejného lana. Takováto schopnost spolupráce je staví na stejnou úroveň se šimpanzi.
V sedmdesátých letech minulého století žila v Marine World Africa, USA asijská slonice Bandula. Vymyslela, jak se osvobodit z okovů, které měla na nohou. Jejich nejsložitější součástí byl tzv. Brummelův hák: zařízení, které se zavře a sepne, když dvě protilehlé části sklouznou v přesně daném úhlu dohromady. Bandula si pohrávala s hákem tak dlouho, než se rozepnul. Jakmile se osvobodila, pomohla uniknout i dalším slonům. V Bandulině případě a určitě i u jiných slonů chovaných v zajetí, zde byl prvek „podvodu“, například rozhlédnutí se okolo, zda se nikdo nedívá.
V jiném případě slonice vymyslela, jak vyšroubovat železné tyče tlusté jeden palcec a zakončené okem. Použila svůj chobot jako páku k uvolnění tyčí ze závitů.
Ruby, asijská slonice ze Zoo ve Phoenixu často odposlouchávala konverzace chovatelů, když o ní mluvili. Když uslyšela slovo barva, velice se nadchla. Měla ráda zelenou, žlutou, modrou a červenou barvu. Jednou přijel hasičský vůz a zaparkoval před jejím výběhem, kde nějaká osoba právě dostala infarkt. Světla z vozu blikala červeně, bíle a žlutě. Když Ruby později ten den malovala, vybrala si právě tyto barvy. Také si často vybírala barvy, které mívali chovatelé na sobě.
Harry Peachey, sloní trenér, se spolu se slonem Koko naučili spolupracovat. Koko vypomáhal chovatelům: vyzýval je, aby mu udělovali různé příkazy, které se naučil. Peachey uvedl, že sloni jsou ke spolupráci s lidmi téměř predisponováni, pokud se s nimi zachází s respektem a ohleduplností. Při přemisťování samice z jeho skupiny do jiné zoo Koko poznal, kdy jeho chovatelé potřebovali trochu „sloní pomoci“. Když chovatelé chtěli samici přemístit, řekli její jméno a slovo přesun (např.: „Connie, přesun“). Koko brzy přišel na to, co to znamená. Když chovatelé požádali slonici, aby přešla a ta se ani nehnula, řekli: „Koko, pomoz mi“. Když to Koko uslyšel, pomohl. Po 27 letech práce se slony, Peachey pevně věří, že sloni mohou pochopit sémantiku a syntaxi některých slov, která slyší. To je něco, co je v živočišné říši považováno za velmi vzácné.

## Počítání
Dr. Naoko Irie z Tokijské univerzity ukázal, že sloni projevují i dovednosti v aritmetice. Experiment, který se odehrával v Ueno Zoo, spočíval v házení různého počtu jablek do dvou kbelíků a zaznamenávání, jak často si sloni správně vyberou kbelík s nejvíce ovocem. Jablka byla někdy házena až po třech nebo po čtyřech naráz. Zjistilo se, že 74 % času si zvířata správně vybírala ten plnější kbelík. Africký slon Ashya získal dokonce 87 %. Člověk měl ve stejné úloze překvapivě úspěšnost jen 67 %. Aby se zajistila přesnost studie, byla natáčena.

## Sebereflexe
Asijští sloni patří spolu s hominidy, delfíny skákavými a strakami do malé skupiny zvířat, o nichž víme, že vykazují sebereflexi. Wildlife Conservation Society (WCS) provedla Studii s asijskými slony ze Zoo v Bronxu v New Yorku. Ačkoli mnoho druhů zvířat reaguje na zrcadlo, velmi málo z nich si opravdu uvědomuje, že ve skutečnosti vidí sebe sama.
Sloni z této studie také projevovali tento typ chování, když stáli před zrcadlem 2,5 m x 2,5 m: prohlédli si zadní část zrcadla a přinesli si jídlo blíž k němu, aby ho snědli.
Dalším důkazem sloní sebereflexe bylo, když se slonice Happy opakovaně chobotem dotýkala značky X, které měla namalované na hlavě, přičemž ho mohla vidět jedině v zrcadle. Ignorovala ostatní značky namalované bezbarvým nátěrem, které také měla na čele, aby studie zajistila, že nereaguje jen na vůně nebo hmat.
Frans De Waal, který tuto studii řídil, uvedl: „Tyto paralely mezi lidmi a slony svědčí o konvergentní kognitivní evoluci pravděpodobně související se složitým společenstvím a spoluprací.“

### Sebereflexe a odstřel (tzv. culling)
O otázce odstřelu afrických slonů v národním parku Kruger v Jihoafrické republice jako prostředku kontroly populace se vedla rozsáhlá debata. Někteří vědci a ekologové tvrdí, že je to zbytečné a nehumánní, jelikož sloni se podobají lidem v mnoha ohledech. V neposlední řadě tím, že mají velké mozky; sociální vazby, které se zdají být empatické; dlouhotrvající těhotenství; vysokou inteligenci; potomstvo, které vyžaduje delší dobu závislé péče a dožívají se vysokého věku.:s.20824 A South African Animal Rights group asked in a statement anticipating the announcement, "How much like us do elephants have to be before killing them becomes murder?": 20824 A South African Animal Rights group (Jihoafrická skupina za práva zvířat) se v jednom prohlášení tázala: „nakolik musí být sloni jako my, aby se jejich zabíjení stalo vraždou? „
Jiní argumentují tím, že odstřel je nutný, jestliže je ohrožena biodiverzita. Nicméně i tento argument ochrany biodiverzity už byl zpochybňován některými obhájci práv zvířat, kteří tvrdí, že druhem, který nejvíce ohrožuje a poškozuje biodiverzitu jsou lidé, takže pokud nejsme ochotni redukovat sebe sama, nemůžeme morálně ospravedlnit redukci (odstřel) jiného.

## Slzy
Slon Raju, který žil v indickém státě Uttarpradéš 50 let v zajetí, byl propuštěn až při zásahu ochránců přírody o půlnoci ze 3. na 4. června 2014. Toto propuštění se stalo slavným, protože slon vypadal, že pláče, jelikož mu kapaly slzy z očí. Tento případ se stal velice známým a Raju byl nazýván v mnoha titulcích a článcích zpráv plačícím slonem.